# Kent-Harry Andersson
Kent-Harry Göte Roger Andersson, född 29 april 1949 i Ystad, är en svensk handbollstränare. 

## Karriär

### Spelarkarriär
Kent Harry Andersson spelade åren 1966 till 1974 79 matcher för Ystad IF:s A-lag. Han var ingen större spelarprofil.

### Tränarkarriär
Andersson startade tränarkarriären i IFK Malmö. Nästa etapp i karriären var att han ledde Ystads IF till SM-guld 1992. 1993 flyttade han till Norge och vann norska mästerskapet 1996 och sedan också Citycupen med Drammen HK 1996. Efter åren i Norge blev det handbollsligan i Tyskland. Han började i HSH Nordhorn men efter sex år där valde han Flensburg. Andersson blev tysk mästare med SG Flensburg-Handewitt 2004 då han också blev årets tränare i bundesliga. Sista arbetet i Tyskland blev för Rhein Neckar Löwen men han blev utköpt därifrån efter ett år. Efter alla åren på klubbänkar ville Andersson inte bli klubbtränare så han avböjde att leda Ystad IF men satt i ledarstaben. 2013 tog han ett arbete som coach åt norske förbundskaptenen Robert Hedin.

## Klubbar
- IFK Malmö (1983–1988)
- Ystads IF (1988–1993)
- Drammen HK (1993–1997)
- HSG Nordhorn (1997–2003)
- SG Flensburg-Handewitt (2003–2008)[7]
- Rhein-Neckar Löwen (assisterande, 2009–2010)[8]
- Ystad IF - mntel coach i ledarstaden 2011-2013
- Norska herrlandslaget - Mental coach till förbundskapen 2013-

## Meriter
- Tysk mästare 2004 med SG Flensburg-Handewitt
- Tysk cupmästare 2004 och 2005 med SG Flensburg-Handewitt
- EHF City Cup-mästare 1996 med Drammen HK
- Norsk mästare 1996 med Drammen HK
- Svensk mästare 1992 med Ystads IF
- Årets tränare i Bundesliga 2004

### Fotnoter
1. ↑  ”Kent-Harry Andersson”. http://www.munzinger.de/search/go/document.jsp?id=01000006526.
2. ↑  Sveriges befolkning 1990. Riksarkivet
3. ↑  ”En tränarstab med oerhört mycket rutin och kompetens”. Ystad IF. http://www.yif.se/News/2304288/en-tranarstab-med-oerhort-mycket-rutin-och-kompetens?firstRef. Läst 8 november 2019.
4. ↑  Johan Flinck (9 november 2009). ”Kent-Harry utköpt – nu vill han bli förbundskapten”. Aftonbladet. https://www.aftonbladet.se/sportbladet/a/vm6LQV/kent-harry-utkopt--nu-vill-han-bli-forbundskapten. Läst 8 november 2019.
5. ↑  Ulf Gummesson (18 december 2015). ”Kent-Harry vann guld – då kom nerverna”. Ystad Allehanda. http://www.ystadsallehanda.se/sport/kent-harry-vann-guld-da-kom-nerverna/. Läst 8 november 2019.
6. ↑  Jan Ohlsson (11 mars 2013). ”Kent Harry återvänder till norsk handboll”. Ystad Allehanda. http://www.ystadsallehanda.se/sport/kent-harry-atervander-till-norsk-handboll/. Läst 8 november 2019.
7. ↑  okänd (21 december 2008). ”Kent Harry Andersson fick sparken”. Sundsvalls Tidning. https://www.st.nu/artikel/kent-harry-andersson-fick-sparken-1. Läst 8 november 2019.
8. ↑  Björn Gustavsson (12 augusti 2009). ”Kent Harry redo att lämna vilstolen”. Trelleborgs Allehanda. http://www.trelleborgsallehanda.se/sport/kent-harry-redo-att-lamna-vilstolen/. Läst 8 november 2019.